# Salvatore Pappalardo
Salvatore Pappalardo (ur. 23 września 1918 w Villafranca Sicula, diecezja Agrigento, zm. 10 grudnia 2006 w Palermo) – włoski duchowny katolicki, arcybiskup Palermo, kardynał.

## Życiorys
Studiował na kilku katolickich uczelniach w Rzymie – Papieskim Seminarium Rzymskim, Papieskim Uniwersytecie Gregoriańskim, Papieskiej Akademii Duchownej, Papieskim Athenaeum Laterańskim. 12 kwietnia 1941 przyjął w Rzymie święcenia kapłańskie. W latach 1947–1965 pracował w watykańskim Sekretariacie Stanu, prowadził także działalność duszpasterską w Rzymie; wykładał na Papieskiej Akademii Duchownej i w Papieskim Athenaeum Laterańskim. Otrzymał tytuły tajnego szambelana papieskiego (1951) oraz prałata domowego (1961).
7 grudnia 1965 mianowany arcybiskupem tytularnym Mileto oraz pronuncjuszem w Indonezji; przyjął sakrę biskupią 16 stycznia 1966 w Rzymie z rąk kardynała Amleto Cicognaniego (sekretarza stanu). Zakończył misję dyplomatyczną w 1969 i został powołany na stanowisko prezydenta Papieskiej Akademii Duchownej.
17 października 1970 mianowany arcybiskupem Palermo (Sycylia); 5 marca 1973 wyniesiony do godności kardynalskiej, otrzymał tytuł prezbitera S. Maria d'Itria al Tritone. W 1978 dwukrotnie uczestniczył w konklawe. Po osiągnięciu wieku emerytalnego zrezygnował z rządów archidiecezją Palermo w kwietniu 1996.
Był specjalnym wysłannikiem papieża Jana Pawła II na Międzynarodowy Kongres Maryjny na Malcie (1983) oraz na Narodowy Kongres Eucharystyczny w Reggio Calabria (Włochy, 1988).